# Paul de Reus
Paulus Hendrikus (Paul) de Reus (Den Haag, 10 september 1963) is een Nederlandse beeldhouwer, conceptueel en installatiekunstenaar en fotograaf.

## Leven en werk
De Reus werd in 1963 in Den Haag geboren. Hij werd tot beeldend kunstenaar opgeleid aan de academie Minerva te Groningen en aan de Jan van Eyck Academie in Maastricht. Beelden van De Reus zijn te vinden in de publieke ruimte van diverse plaatsen in Nederland. Zijn werk werd geëxposeerd in België, Duitsland, Engeland, Nederland, Oostenrijk en Zwitserland. In 1998 werd zijn werk tentoongesteld in het Museum voor moderne kunst in Arnhem en in 2012 in het Stedelijk Museum Kampen. Zijn werk is onder andere in de collectie van Museum de Fundatie in Zwolle.

## Beelden in de publieke ruimte
- Bzz bzz, Zaandam, 2011
- Koester diversiteit,  Almere Haven, 2010
- Familie, Amsterdam, 2008
- ReuzenJas Den Haag, 2005

## Publicaties
- Reus, de Paul, In de toekomst, Bergschenhoek, 2009 (?)
- Reus, de Paul, Opa, Amsterdam 2005
- Reus, de Paul, Paul de Reus: alleen op de wereld, Arnhem, 1998 (met Mirjam Westen)
- Lütticken, Sven en Pietje Tegenbosch, New Dutch Sculptors,  Rijssen, 1997
- Damsch-Wiehager, Renate Paul de Reus: ein Haus mit zuviel Besuch, Esslingen am Neckar, 1994
- Stigter, Diana en Dirk van Weelden, Ceci n'est pas un dessin, Amsterdam, 1994